# Globularia hedgei
Globularia hedgei är en grobladsväxtart som beskrevs av Hayri Duman. Globularia hedgei ingår i släktet bergskrabbor, och familjen grobladsväxter. Inga underarter finns listade i Catalogue of Life.